# Call of Duty: World at War - Final Fronts
Call of Duty: World at War - Final Fronts es un videojuego de disparos en primera persona del tipo "bélico" desarrollado por Rebellion Developments. Fue lanzado en Norteamérica el 11 de noviembre de 2008; en Oceanía, el 12 de noviembre de 2008; y en Europa, el 14 de noviembre de 2008. El videojuego es un spin-off exclusivamente para PlayStation 2, del título Call of Duty: World at War. El videojuego es el cuarto título de la serie Call of Duty en ser spin-off, y el cuarto y último en aparecer en las videoconsolas de sexta generación.
El título contiene 13 misiones modo campaña, las cuales tienen como ambientación, el Frente del Pacífico, y la Batalla de las Ardenas, en Europa. Cambia drásticamente la historia en los personajes mostrando una casi totalmente diferencia al juego original. El videojuego no incluye contenido multijugador según las empresas por el tipo de consola ya que no era necesario para el juego tener multijugador que nadie usará ya que es un juego "solo" hecho para la veterana Playstation 2, y tampoco tiene un modo de zombis nazis. A diferencia de otros títulos de Call of Duty, Final Fronts recibió la clasificación T por la ESRB. Este ha sido el más reciente título en ser lanzado para PlayStation 2.

## Personajes manejables
- Soldado James Miller: Perteneciente a la Segunda División de Marines estadounidenses. El jugador se ocupará a este personaje en las campañas del Pacífico (primera y última) y es con él con quien se completa el entrenamiento básico principal. Suele ir armado con un Subfusil Thompson y un M1 Garand, aunque en las misiones "Betio Airfield" y "Mount Tapochau" varía su armamento por un subfusil Thompson y un Trench Gun M1897 en "Betio Arfield" y una carabina M1 y un Trench Gun M1897 en "Mount Tapochau" .

- Soldado Lucas Gibson: Es manejable en las campañas segunda y tercera en la misiones Ettelbruck y Braunau am Inn. Pertenece a la 80° División de Infantería estadounidense. Va armado con un fusil automático Browning M1918 "BAR" y un M1 Garand en "Ettelbruck", y con un Subfusil Thompson y un M1 Garand en "Braunau am Inn".
- Soldado Tom Sharpe: Pertenece a la Sexta División de Aerotransporte Británico. Al igual que Lucas Gibson, Tom Sharpe es manejable en las campañas 2 y 3, aunque con una participación más que Lucas Gibson en la campaña 2. Va armado con un subfusil Sten y un Rifle Lee-Enfield.

- Sargento de Artillería Alex McCal: El jugador se ocupa solamente a este personaje en la misión de la campaña 2 The Race to Bastogne, no es manejable de cuerpo entero a total libertad, sino que solo maneja la torreta de un tanque Sherman M4, de tal modo que ni sus compañeros ni el jugador conocen su aspecto físico. Es perteneciente a la Cuarta División Acorazada de Estados Unidos.

## Misiones

### Campaña 1
- Introducción Básica (James Miller):

LocalizaciónCarolina del Norte,  Estados Unidos
El sargento Roebuck se presenta en una granja (que ahora es un campamento de entrenamiento de reclutas) en Carolina del Norte y conoce a su nuevo pelotón, luego de pasar lista reprende al recluta James Miller por olvidar su rifle y acto seguido empieza el entrenamiento para los soldados, pasando por aprender a disparar, lanzar granadas, esquivar obstáculos y demás. 
- Tokyo Express (James Miller):

LocalizaciónIsla de Guadalcanal,   Japón
Los Marines estadounidenses avanzan lentamente frente a una fuerte oposición nipona que cuenta con un fuerte nido de ametralladoras, los soldados ente los que se encuentran Roebuck, Miller y Polonsky confían en que el soldado Anderson, portador de un lanzallamas pueda silenciar ese nido, por lo que lo cubren avanzando en escasas coberturas y pocas granadas de humo, una vez dominada esa zona prosiguen a limpiar un búnker bajo una montaña, donde el soldad Anderson cae en una trampa y muere, Miller toma el lanzallamas y avanzan hasta salir por el otro lado, brindándole apoyo a las fuerzas aliadas en la playa y eliminando los antiaéreos, hasta que llegan al último y mantienen la posición esperando que unos Sherman lo destruyan.
Esta misión es un prólogo del juego, por lo cual debes pasar primero la introducción básica para jugarla.
- Ataque a Betio (James Miller):

LocalizaciónIsla de Betio,   Japón
Los pocos soldados sobrevivientes del primer desembarco en la isla se reagrupan y esperan a una pasada de la fuerza aérea para adentrarse en las defensas enemigas, acabando con todo enemigo en las trincheras y así terminando con la presión de las ametralladoras para futuros desembarcos, pero las siguientes defensas son más fuertes así que deben mantener la posición mientras esperan otro ataque aéreo que despeje la zona, una vez despejada avanzan y limpian unas trincheras y edificios para poder avanzar hasta los cañones navales y volarlos con explosivos.
- Aeródromo de Betio (James Miller):

LocalizaciónIsla de Betio,   Japón
Un nido de ametralladoras mantiene a los soldados de los Marines inmovilizados en unas trincheras, hasta que un soldado con lanzallamas lo limpia , perdiendo su vida en el progreso, aprovechando la abertura que les ha dado los aliados avanzan, abriendo un hueco en un muro con una bazooka y entrando así a las defensas enemigas, luego cruzan un campo minado aprovechando los hoyos de otras explosiones y avanzan por las trincheras eliminando las dotaciones de los antiaéreos enemigos, llegando finalmente al aeródromo y tomándolo, reviven nuevas órdenes y parten, encontrándose en el camino con una unidad enemiga acorazada, pero son salvados por la fuerza aérea, se reagrupan con lo que queda de la octava división de marines, que han perdido gran arte de sus hombres y todos sus oficiales tratando de tomar un cuartel, con Roebuck liderando ambas divisiones aseguran el cuartel que estaba defendido por ametralladoras y resisten varias oleadas de enemigos desde el techo, hasta que llegan tanques, el portador de la bazooka es asesinado así que Miller la usa para eliminar algunos tanques 97 Chi-Ha hasta que llegan refuerzos con Shermans.
- Nombre en Clave: Explorador (James Miller):

LocalizaciónSaipán,   Islas Marianas del Norte -  Estados Unidos
El sargento Roebuck y unos soldados defienden su posición de unas cargas banzai hasta que reciben órdenes de avanzar, le hacen frente a varios soldados japoneses que aún estaban allí y caen víctimas de emboscadas de enemigos que se ocultaban en hoyos tapados con hojas y ramas, terminan llegando a una playa donde los aliados recién desembarcados sin recibidos por un búnker con ametralladoras, acabando con la mayoría de ellos, Miller toma una bazooka de un cadáver y destruye la ametralladora del búnker, luego los aliados se dividen en dos grupos, uno ira por arriba del búnker y otro lo cruzara para salvar a marines atrapados, luego ambos grupos se unen para resistir una línea defensiva de varios ataques japoneses que avanzaban con granadas de humo y cargas banzai, solicitan apoyo de la Marina pero les dice que tardaran, para ganar tiempo Miller toma otra bazooka y elimina 2 tanques 97 Chi-Ha hasta que la marina por fin bombardea la zona.
- Monte Tapochau (James Miller):

LocalizaciónMonte Tapochau, Saipán,   Islas Marianas del Norte -  Estados Unidos
La artillería japonesa en el monte Tapochau está siendo un dolor de cabeza para las tropas que avanzan, por lo que el sargento Roebuck y su escuadrón son enviados a acabar con los cañones flak 88, caen en una emboscada enemiga pero sale victoriosos, así que avanzan hasta toparse con nidos de ametralladora que estaban liquidando a solados aliados, los flanquean y se internan en las trincheras para acabar con esas ametralladoras, topándose con más aliados en el camino, un soldado con lanzallamas les abre la puerta a una cueva para poder avanzar pero es eliminado por un enemigo que aún seguía vivo, que le da un tiro en el tanque de combustible, aún con esa perdida los aliados avanzan, subiendo más por el monte mientras eliminan a más enemigos hasta que localizan los cañones, Polonsky vuela la entrada y prosigue a entrar y limpiar las cuevas y a las dotaciones de los cañones.

### Campaña 2: Ofensiva Invernal
- Ettelbruck (Lucas Gibson):

La guerra ya llegó hasta la hermosa ciudad de Ettelbruck en Luxemburgo por lo cual debes despejar la ciudad de los alemanes, empiezas la misión con tus compañeros bajo fuego enemigo, luego sigues por un camino, despejas unas casas abandonadas, hasta llegar a una casa muy grande tomada por los alemanes; ahí debes defenderla de los contraataques pero en el segundo contraataque llega un Panzer Tiger entonces debes huir hasta que un Sherman M4 lo destruye, al quitarte el Tiger de encima debes seguir despejando la ciudad, pero esta vez cuentas con el tanque Sherman de escolta.  
- La Carrera hacia Bastogne (Alex McCall):

Los alemanes subestimaron a los norteamericanos haciendo un contraataque por el bosque de las Ardenas, por lo que el pueblo de Bastogne es muy importante, debes manejar la torreta de un tanque Sherman M4 y despejar parte del pueblo de tanques e infantería alemana.
- El Alivio de Bastogne (Tom Sharpe):

Los nazis fallaron de nuevo y la misión les fracasó, ahora debes contraatacar. Tu misión esta vez es ir y destruir un convoy de tanques alemanes, pero antes de llegar allí debes despejar 4 posiciones de francotiradores, al llegar un compañero tuyo pone explosivos en un tanque y tu debes activar los explosivos disparándoles, después los alemanes contraatacan y debes defenderte.   
- Batalla de Bure (Tom Sharpe):

El pueblo de Bure está devastado por la guerra, cuando vas en tu auto junto al sargento la artillería alemana alcanza el jeep, entonces el sargento te da tu casco y tienes que avanzar despejando posiciones, entre ellas, debes flanquear un half-track y destruirlo con explosivos, después un Panzer Tiger aparece por lo que debes defenderte y esperar que la fuerza aérea lo destruya, sigues avanzando y debes defender 2 posiciones, para ello cuentas con dos MG42. Después de eso te vas en el jeep junto al sargento pero un Panzer te persigue, al cruzar un puente la misión finaliza. Esta es la última misión de la campaña. Durante toda la campaña la nieve está presente porque estas batallas se realizaron durante diciembre de 1944 y enero de 1945.

### Campaña 3: Victoria en Europa
- El Rin (Tom Sharpe):

La guerra por entrar al corazón de Alemania nazi es cada vez más intensa, el comando te ordena ir a la ciudad alemana de Remagen en los alrededores del río Rin, debes avanzar por la ciudad, al llegar a una caza tienes que defenderla de muchos contraataques enemigos incluyendo un Half-Track, para ello estas provisto de Panzerschrecks y una MG42, después al otro lado de la casa tienes que defenderla también, pero en este caso llegan dos tanques Panzer Tiger. Después de destruirlos llegan los refuerzos británicos y la misión acaba.
- Braunau am Inn (Lucas Gibson):

Braunau am Inn en Austria fue donde Adolf Hitler nació por ello tiene una gran importancia moral para él, tanto la Unión Soviética y los Estados Unidos quieren la ciudad para asestar un duro golpe a la moral de Hitler, tu misión consiste en ir al búnker que contiene el cohete V2, debes ir despejando la ciudad de nidos de ametralladora hasta entrar al búnker, al llegar donde está el cohete debes destruirlo, y ahí la misión terminará.

### Campaña 4: Victoria en el Pacífico
- Tifón de Acero (James Miller):

La batalla de Okinawa es cada vez más dura, tendrás que ir despejando la isla de muchas posiciones japonesas, pero esta vez los japoneses lucharán como nunca antes, entonces deberás tener muchas agallas para salir victorioso en esta misión. Tienes que despejar varios nidos de ametralladora; antes de llegar al primer nido hay unos barriles a la par hay un lanzallamas y también un Trench Gun M1897 por si quieres cambiar de arma, después de despejar los nidos de ametralladora avanzas por la calle pero esta vez un Sherman M4 te escoltará hasta unas cuevas japoneses, tienes que ir despejando las cuevas, al despejar todas las cuevas la misión finaliza. 
- Castillo Shuri (James Miller):

Esta es la última misión del juego y quizás la más difícil. La misión empieza en un fuerte bombardeo aliado sobre el castillo Shuri y las defensas niponas, debes ir despejando una serie de defensas japonesas, después debes ir hasta las puertas del castillo y volar la entrada con explosivos, al entrar debes eliminar a muchos japoneses que aparecerán por todos lados, después de esto entras en el corazón del castillo Shuri, luego debes despejar una entrada más, al entrar en el edificio tendrás que limpiar de japoneses todos los cuartos del castillo, al hacer esto Polonsky abrirá una entrada al patio del castillo, allí hay una serie de antiaéreos, tienes que matar a los que los manejan, al hacer esto la misión está a punto de terminar, solo falta un objetivo más y es realmente difícil, tienes que defenderte de 3 ataques japoneses banzai pero a diferencia de otras misiones estos ataques van a ser masivos, al defender la posición de los ataques la misión y el juego terminarán.

## Armas y equipamiento
Subfusiles: MP40 (Alemania), Thompson M1A1 (EE. UU.), Tipo 100 (Japón), Tipo 99 LMG (Japón), Sten (Gran Bretaña), STG44 (Alemania)
Rifles: M1 Garand (EE. UU.), KAR98k (Alemania), KAR98 con mira telescópica (Alemania), Carabina M1 (EE. UU.), Tipo 99 (Japón), Lee - Enfield (Gran Bretaña)
Ametralladoras Ligeras: Tipo 99 LMG (Japón) 
Granadas:
Stielhandgranate (Alemania), 
MK2 (E.E.U.U/Gran Bretaña),
TIPO 10 ( Japón)
Antitanque:
Panzerschreck (Alemania),
Bazooka (EE. UU.)

## Funcionamiento de los botones
- : Saltar/Pararse
- : Agacharse
- (mantener) : Acostarse
- : Cambiar de arma
- : Recargar balas/Regresar granada/Acción
- R1: Disparar
- L1: Apuntar
- R2: Lanzar granadas
- L2: Lanzar granadas de humo
- L3: Caminar
- L3 (Clic) : Correr
- R3: (Clic): 'Ataque a Cuerpo
- SELECT: Ver Objetivo
- START: Pausa